# Dois de Abril (Palmópolis)
Dois de Abril é um distrito do município brasileiro de Palmópolis, no interior do estado de Minas Gerais. Segundo o censo demográfico de 2022, realizado pelo Instituto Brasileiro de Geografia e Estatística (IBGE), sua população era de 1 359 habitantes e havia 525 domicílios particulares permanentes ocupados. Possui área de 153,63 km² conforme a Fundação João Pinheiro (FJP).
De acordo com o IBGE, em 2010 a população era de 1 723 habitantes e havia 658 domicílios particulares.
Foi criado pela lei estadual nº 2.764, de 30 de dezembro de 1962, então pertencente a Rio do Prado. Pela lei estadual nº 10.704, de 27 de abril de 1992, passou a pertencer a Palmópolis, após a emancipação deste município.
Em dezembro de 2021, o distrito foi fortemente afetado por chuvas intensas causadas por uma tempestade tropical, assim como toda a região. O rio Jucuruçu inundou e a localidade ficou isolada devido às condições de estradas. Além disso, os serviços de eletricidade e internet foram totalmente interrompidos por pelo menos cinco dias, deixando Dois de Abril incomunicável.